# Lili Damita
Lili Damita (Damita del Rojo; Lily Deslys) (Blaye, Gironde megye, Franciaország, 1904. július 10. – Palm Beach, Florida, 1994. március 21.) francia származású amerikai színésznő.

## Életpályája
Berlinben, Bécsben járt iskolába, majd táncolni tanult, s Damita del Rojo néven színpadon is szerepelt. 1921-től szerepelt filmekben, kezdetben Lily Deslys néven. 1922–1937 között 33 filmben jelent meg. 1925–1928 között Ausztriában és Németországban forgatott. 1928-ban Hollywoodba szerződött Samuel Goldwyn meghívására, majd Franciaországban, Angliában több verziós produkciók hősnőjeként szerepelt. Az 1930-as években visszavonult, de addig népszerű sztár volt.

### Munkássága
Első kiemelkedő szerepét 1925-ben kapta meg a Párizsi játékszer című filmben, amelyet Kertész Mihály rendezett. Kertész Mihály ezt követően még két filmben szerepeltette: A 13-as számú fiáker (1926) és Az aranypillangó (1926) című filmekben. 1928-ban Robert Wiene A nagy kalandornő című filmjében volt látható. Hollywoodban olyan színészekkel játszott együtt, mint például Gary Cooper, Maurice Chevalier, Laurence Olivier, Cary Grant és James Cagney. Poliglott volt. Beszélt franciául, angolul, folyékonyan beszélt spanyolul, portugálul és németül. Tudott olaszul és magyarul is.
1994. március 21-én hunyt el Alzheimer-kórban.

## Magánélete
1925–1926 között Kertész Mihály (1886–1962) magyar filmrendező volt a férje. 1935–1942 között Errol Flynn (1909–1959) amerikai színész volt a párja. Egy gyermekük született: Sean Flynn (1941–1971) amerikai színész. 1962–1983 között Allen R. Loomis-val élt együtt.

## Filmjei
- Corsica (1923)
- A látnok (La voyante) (1923)
- Párizsi játékszer (1925)
- A 13-as számú fiáker (1926)
- Az aranypillangó (Der goldene Schmetterling) (1926)
- Egy lélek mélységei (Geheimnisse einer Seele) (1926)
- Az ember nem játszik a szerelemmel (Man spielt nicht mit der Liebe) (1926)
- A nagy kalandornő (Die große Abenteuerin) (1928)
- Szent Lajos király hídja (The Bridge of San Luis Rey) (1929)
- Asszonyok egymás között (The Woman Between) (1931)
- Barátok és szeretők (Friends and Lovers) (1931)
- A gyufakirály (The Match King) (1932)
- Elloptak egy embert (On a volé un homme) (1934)
- Péntek 13 (Brewster's Millions) (1935)
- Frisco Kid (1935)

## Fordítás
- Ez a szócikk részben vagy egészben  a   Lili Damita című angol Wikipédia-szócikk ezen változatának fordításán alapul.  Az eredeti cikk szerkesztőit annak laptörténete sorolja fel. Ez a jelzés csupán a megfogalmazás eredetét és a szerzői jogokat jelzi, nem szolgál a cikkben szereplő információk forrásmegjelöléseként.